# Josef Alois Poech
Josef (Alois) Poech (5 de junio de 1816 - Praga, 20 de enero de 1846) fue un botánico, briólogo autodidacta) checo.

## Eponimia
Géneros
- (Amaranthaceae) Poechia Endl.[3]
- (Rutaceae) Poechia Opiz[4]